# Eminönü

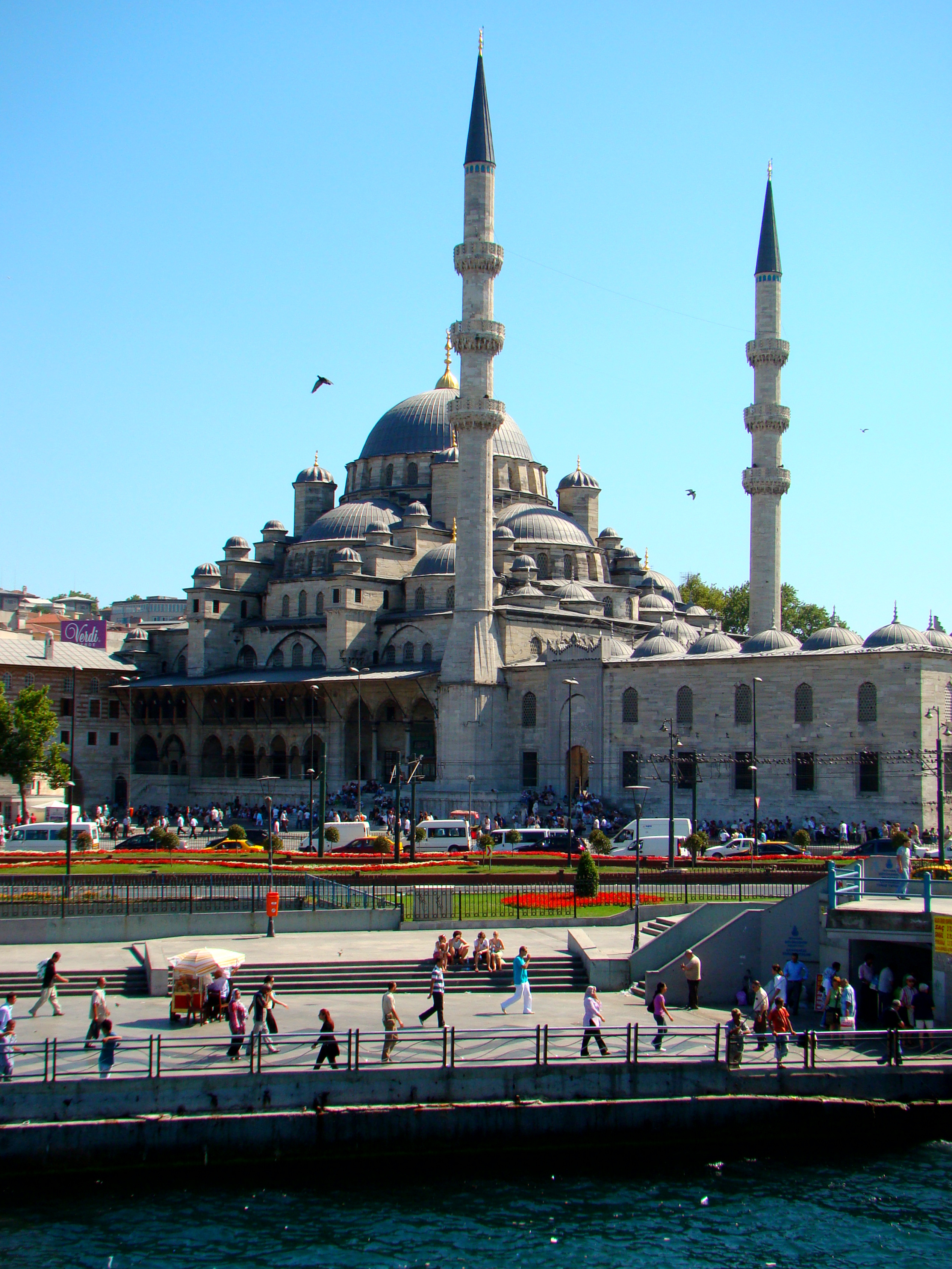
A Yeni Dzsámi a Galata-hídról nézve

Eminönü Isztambul egy korábbi kerülete volt, ma a Fatih kerület része. Ez a városrész, mint a régi Konstantinápoly szíve hihetetlen gazdag történelemmel rendelkezik. Eminönü nagyjából lefedi a területet, amelyen az egykori Bizánc épült. Eminönübe az Aranyszarv-öblön a Galata hídon átkelve juthatunk, itt ömlik a Boszporusz a Márvány-tengerbe. Itt található a Topkapı palota, a Kék mecset (más nevén Ahmed szultán mecsetje) és a Hagia Szophia (Aya Sofya). Eminönü Isztambul fő turista-célpontja. Mivel mára Eminönü állandó lakosainak száma jelentősen lecsökkent, 2009-ben összevonták a Fatih kerülettel.

## Etimológia
A kerület neve, Eminönü, a történelemben elfoglalt helyét jelzi. A szó törökül nagyjából azt jelenti, „az igazság előtt”. A név feltehetőleg az ottomán bíróságok és vámházak jelenlétére utal; az „Emin” az ottomán vámtisztviselők rangja volt.

## Történelme

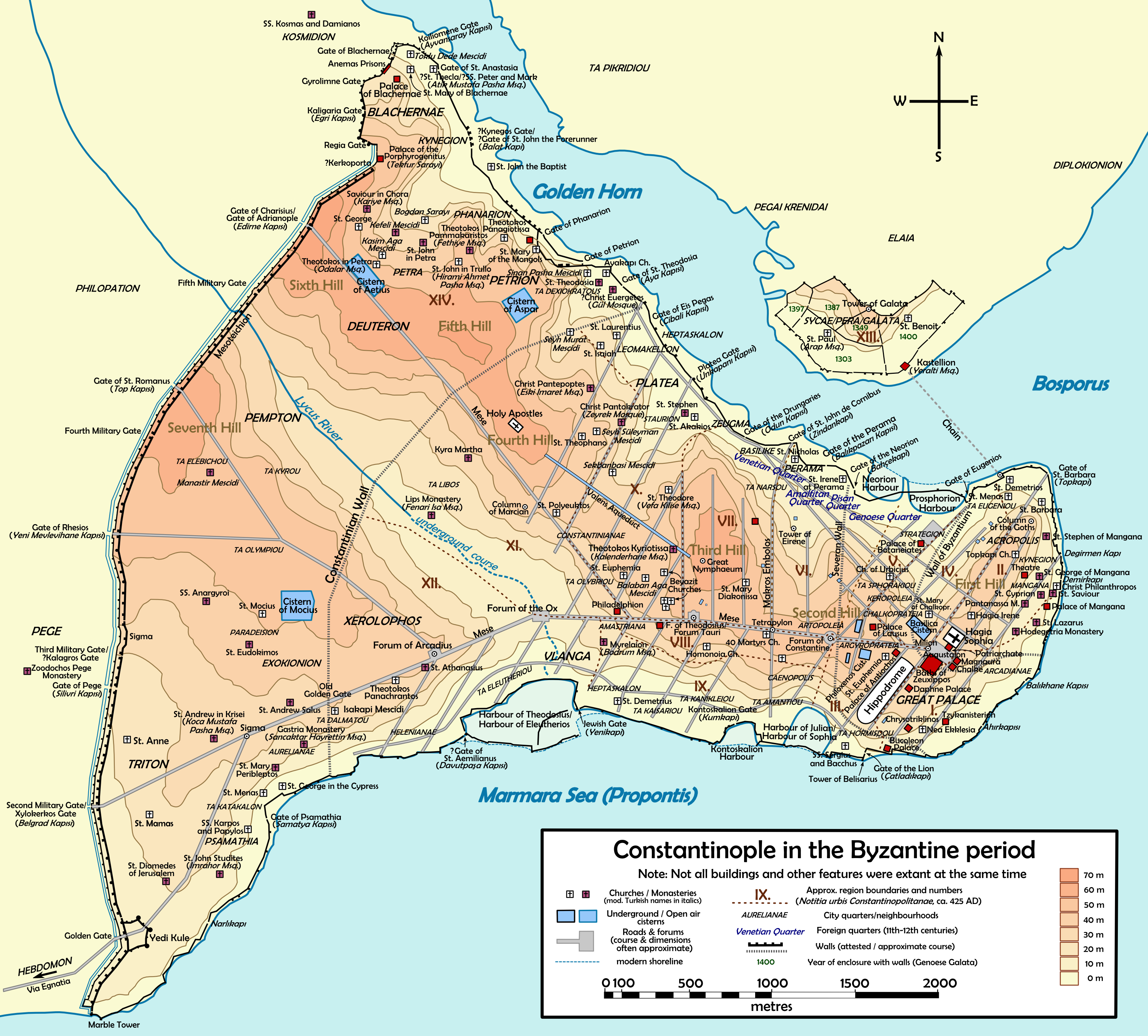
A város térképe a bizánci időkben.

Az Aranyszarv-öböl Eminönü/Sirkeci részei természetes és kiválóan védhető kikötők voltak. Itt alakult meg Bizánc, és innen nőtte ki magát a város a part mentén terjeszkedve. A 12. században a bizánci kikötőt velencei, genovai, pisai és amalfi kereskedők foglalták el, akik saját rakpartokat és vízparti területeket szereztek maguknak.
A bizánci időkben, a modern Eminönü a Neórion (az itt elhelyezkedő kikötőre utalva), Akrópolis, Kynégion, Arcadianae/Arkadianaí, ta Hormísdou, Amantíou, Caenopolis/Kainópolis („Új Város”), ta Kanikleíou, ta Narsoú, ta Kaisaríou, Artopoleía (a „pékségek”), Argyroprateía („ezüstművesek”), Chalkoprateía („bronzművesek”), ta Olybríou, Constantinianae/Konstantinianaí, ta Amastrianón, Eugeníou, Pérama („Kereszteződés”, ahonnan a komp indult Galatába), Zeúgma, Stauríon, Vlánga és Heptáskalon kerületeket foglalta magába.
Az Ottomán időkben az Aranyszarv virágzó kikötő volt, ahol importőrök, raktárosok, tengerészek és kereskedők tevékenykedtek, ez volt a város kereskedelmi központja ahonnan keskeny utcák, műhelyek és piacok labirintusa vezetett a Topkapı palotához, az Ottomán fővároshoz.
A hely jellege az iparosodás korszakában megváltozott. Ekkor építették az Aranyszarv-öbölre a Galata hidat; gőzhajók érkeztek, majd bevezették az áramot és vasutat építettek. Ebben az időszakban épült az Orient expressz állomásaként szolgáló Sirkeci pályaudvar is. Ekkor a városrészt még mindig fal vette körül és az az áruk és emberek tengeri kapukon át jutottak a városba.
A késői ottomán korszakban a hatalmas vasútállomás mellett olyan más jelentős kőépületeket is építettek, mint a Főposta, és néhány kereskedelmi épületet, mint a 4th Vakıf Han. A korai Török Köztársaság idején Eminönüt kiterjedten felújították, a Yeni Dzsámi előtti teret megnyitották, a Galata híd végén álló fizetőkaput bezárták és a Fűszer Bazárt felújították; a halpiacot eltakarították az Aranyszarv partjáról és megnyílt az út Unkapanınál az új hídnál.
1950-re a környéken állandó forgalmi dugók alakultak ki, amelyet valamelyest tehermentesített a nagy parti út kiépítése egészen az Atatürk nemzetközi repülőtérig.

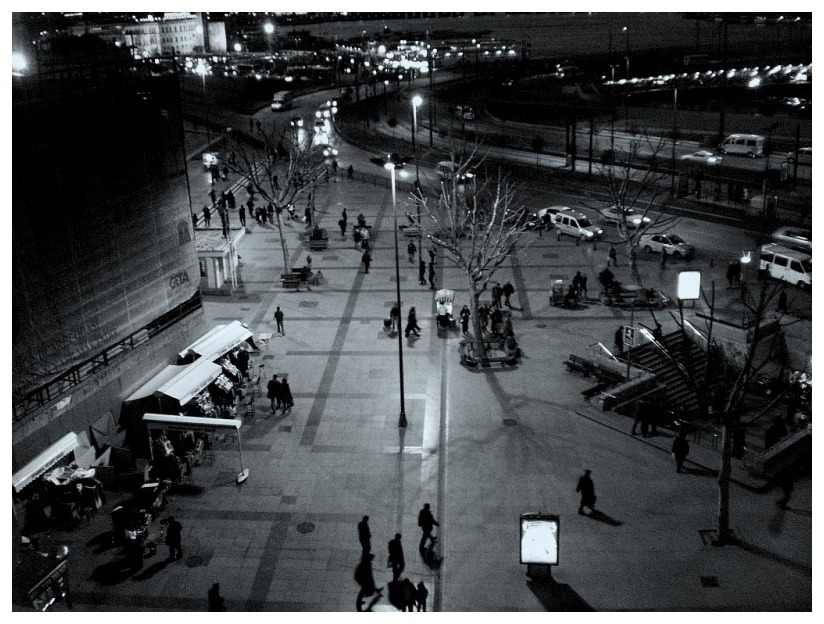

## Eminönü ma
Bár a kormányszerveket Ankarába költöztették és Isztambul egy hatalmas üzleti metropolisszá alakult, Eminönü megőrizte történelmi arcát . Itt zajlik a Boszporusz és a Márvány-tenger legnagyobb kompforgalma. Az emberek hajón, buszon, vonaton és metrón özönlenek ide.
Napközben a környék megtelik kereskedőkkel, vásárlókkal és turistákkal. A kormányzati épületek és a Beyazıt Egyetem jelenléte is növeli a környék forgalmát.
Eminönü éjszaka csendes környék. A legtöbb épületben irodák és boltok találhatóak. Naponta durván két millió ember halad át Eminönün, de állandó lakosainak a száma csak 30,000. Az itt lakók nagy része konzervatív és a munkásosztály tagja.

## Látnivalók
Eminönüben található számos történelmi mecset és épület, számos emlék Isztambul leghíresebb látványosságai közül. Eminönüben az utóbbi időben több mecsetet kezdtek felújítani.
- Sultanahmet - ahol a több ezer építészeti remekmű között a Topkapı Palota, a Hagia Szophia, a Kék Mecset és Aya Irini találhatóak.
- Szulejmán-mecset - I. Szulejmán oszmán szultán hatalmas mecset komplexuma
- Yeni Dzsámi (Az új mecset) - ez a mecset uralja a látképet a Galata-híd felől, előtte egy széles térrel, ahol az emberek galambokat etetnek.
- Fedett bazár
- Fűszerbazár - egy ottomán karavánszeráj, rögtön a vízparton a Yeni Dzsámi mellett
- Sokollu Mehmet Pasha Mecset - a Kadirga kerületben (a bizánci Sophianòn Limin görögül).
- Istanbul 4th Vakıf Han, egy korábbi irodaépület, amelyet ötcsillagos szállodává alakítottak.

## Vásárlás

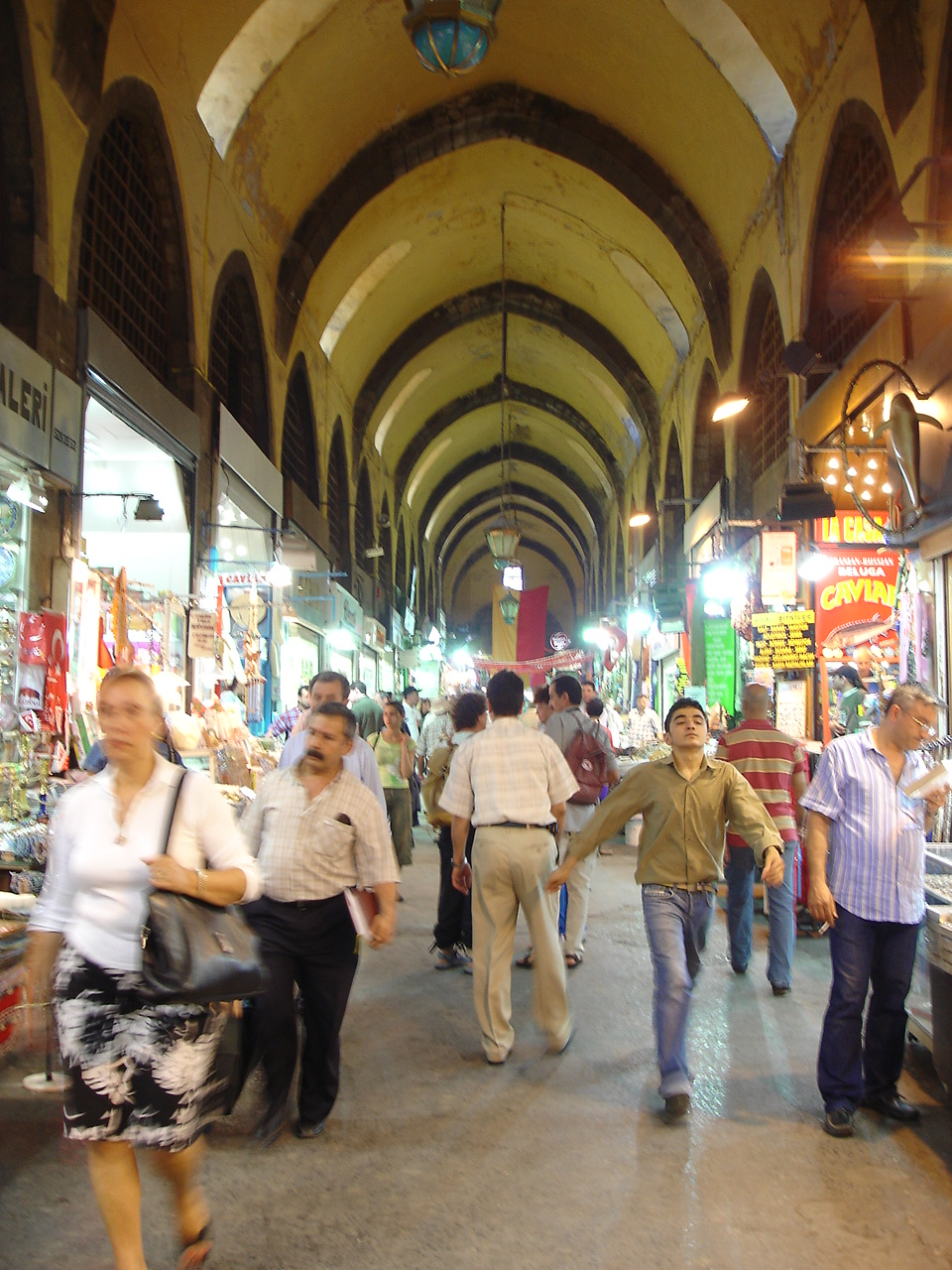
A fűszerbazár belseje

Eminönüben minden négyzetcentiméteren üzleteket alakítottak ki, még az aluljárókban is boltok és kebabosok sorakoznak. A nagy tömegben zsebtolvajok tevékenykednek és lépten-nyomon cigaretta- és zsebkendőárus fiúkba ütközünk. A keskeny, zsúfolt utcákat nehéz tisztán tartani.
Néhány ismertebb al-kerület (szemt):
- Sirkeci, a vízpart a vasútállomásnál, ahol a kompok kötnek ki, a dokkok mögötti utcákon elektronikai cikkeket, fotókellékeket, bicikliket és irodaszereket árulnak
- Sultanhamam, a fűszerbazár mögötti részen játékokat, gyöngyöket és műanyag ékszereket árulnak, innen lehet feljutni a Mahmutpaşa-bazárhoz
- Tahtakale, a fűszerbazártól az Aranyszarv mentén haladva konyhai eszközöket, kerti szerszámokat és elektronikai cikkeket árulnak.
- Cağaloğlu, Isztambul könyvkiadó központja (mint a Fleet Street Londonban), nyomdák, könyvesboltok és újságárusok labirintusa
- Divanyolu, ez a viszonylag csendes háromsávos villamos-sugárút a Çemberlitaş mellett fut
- Beyazıt tér, itt található az Isztambuli Egyetem és a Fedett Bazár vége
- Fedett Bazár, a világ egyik legnagyobb és legrégibb fedett piaca 61 fedett utcával és több, mint 3000 bolttal
- Lâleli számos szállodával és bárral
- Kumkapı, ahol haléttermek sorakoznak

## Étkezés

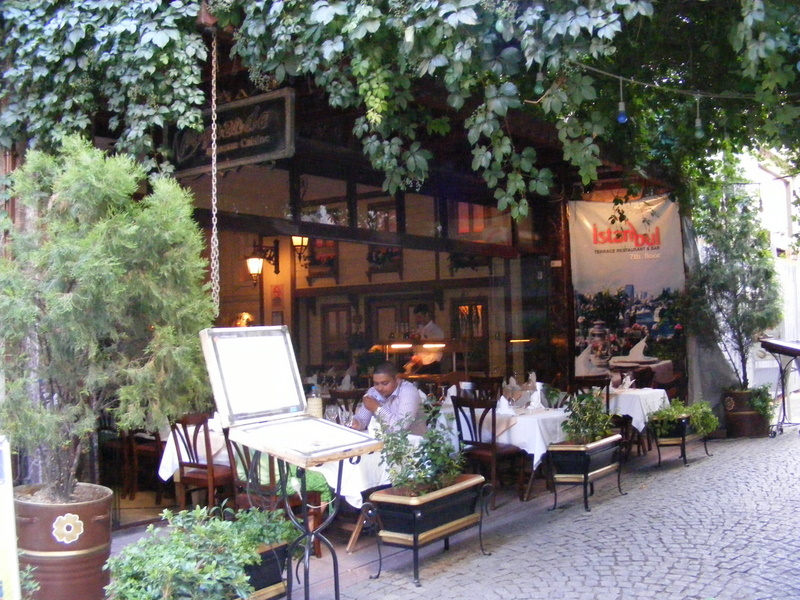
Vendéglő Eminönüben

Napközben Eminönü ételkínálata hihetetlenül bőséges, a területen egymást érik a levest, ragut és forró zöldségételeket kínáló „lokanták”. Ezek a kis vendéglők jelen vannak a bazárokban és bevásárlóutcákon, mint például a Hocapaşa utcán a Sirkeci vasútállomás mellett. A dönert, lahmacunt és grillezett makréla szendvicseket régen csónakokról árulták. Az árusítás ezen formáját később betiltották, de még ma is megtalálhatjuk ezeket a jellegzetes ételeket a környéken.
- Sirkeciben, a vasútállomással szemben az út túloldalán áll a Konyali, Isztambul egyik legrégebbi étterme, amely a süteményeiről híres.
- A Fűszerbazár mögött lévő Haci Muhittin az egyik legrégibb édességbolt, híres a Turkish Delightjáról és más tradicionális ottomán édességekről.
- Sultanahmet köfte-éttermei Isztambul-szerte híresek.

A környéken a legtöbb hely estére bezár, a következő helyeken lehet még ételt venni sötétedés után is:
- Sultanahmetben, ahol rengeteg a turista és hotelvendég
- Kumkapi haléttermeiben;
- néhány híres helyen, mint például a Hamdi Étterem a Yeni Dzsámi mellett vagy a Balikci Sabahattin halétteremben Cankurtaranban.

## Eminönü a pop-kultúrában
Az alábbi filmek egyes jeleneteit Eminönüben forgatták:
- Skyfall (2012)
- Elrabolva 2. (2012)
- Argo (2012)